# 2,6-bis(fenilmetilen)ciclohexanona
La 2,6-bis(fenilmetilen)ciclohexanona es un compuesto orgánico con fórmula molecular C20H18O.

## Referencias

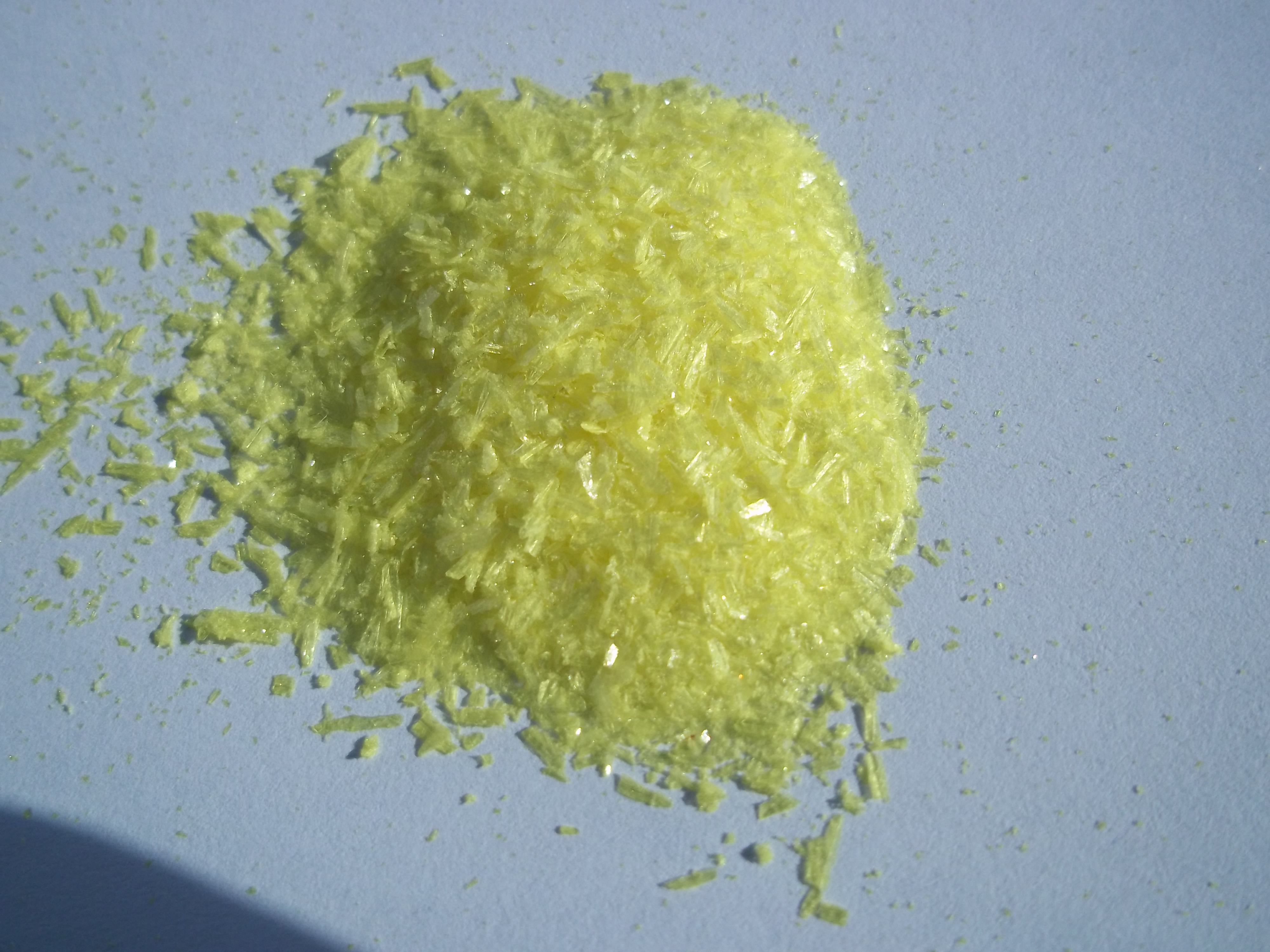
Cristales de 2,6-bis(fenilmetilen)ciclohexanona.

## Síntesis
La 2,6-bis(fenilmetilen)ciclohexanona puede sintetizarse a partir de ciclohexanona y benzaldehído en medio alcalino con etanol como solvente.